# Vauchelles-lès-Authie

Vauchelles-lès-Authie este o comună în departamentul Somme, Franța. În 1 ianuarie 2022 avea o populație de 135 de locuitori.